# 毕皓
毕皓（1927年—2014年5月21日），吉林扶余人，中国人民解放军将领、中国人民解放军中将。

## 生平
参加中国人民解放军，并参加辽沈战役等。后供职于共空军，担任空军干部部部长，后率部参加朝鲜战争。1987年，接替冯应山，担任成都军区空军政治委员。1993年，由邵荣棠接任。1990年，授中国人民解放军中将军衔。2014年去世。